# Низкий (остров, побережье острова Найдёныш)
Ни́зкий — остров архипелага Северная Земля. Административно относится к Таймырскому Долгано-Ненецкому району Красноярского края.
Расположен в центральной части архипелага на расстоянии около 900 метров к северу от острова Найдёныш и в 4,2 километрах к востоку от острова Октябрьской Революции.
Имеет неровную округлую форму диаметром около 1,5 километра. Берега пологие. Максимальная высота острова — всего 8 метров. На острове находится три небольших бессточных озера, два из них расположены вдоль северного побережья и ещё одно — у южного.